# Темзін Ґреґ
Темзін Маргарет Мері Ґреґ (Tamsin Margaret Mary Greig, нар. 12 липня 1966 ') — англійська акторка телебачення та театру. Виконавиця родей Френ Катценджеммер у Книгарні Блека та лікарки Керолайн Тодд у Зеленому крилі, Беверлі Лінкольн у трансатлантичному ситкомі Серії та Джекі у ситкомі каналу Channel 4 П'ятничні вечері. Лауреатка премії Лоренса Олів'є у номінації "Найкраща акторка" у 2007 році за гру в Багато галасу з нічого, номінована у 2011 та 2015 за ролі у Маленький песик сміявся та Жінки на межі нервового зриву.

## Ранні роки
Народилася у місті Мейдстоун графства Кент в Англії середньою з трьох сестер у сім'ї. Батько Ерік працював хіміком, виробляв барвники; мати Анна захоплювалась аматорським драматичним мистецтвом.

## Кар'єра
Акторка є відомою своїми як драматичними, так і комедійними ролями.

### Радіо
З 1991 року Ґреґ грає довгострокову роль Деббі Алдридж у опері The Archers радіостанції BBC Radio 4. Через збільшення іншого робочого навантаження вона з'являлась у шоу все менше, і тепер її персонажка Деббі проводить більшість часу в Угорщині.

### Телебачення
Темзін Ґреґ з'являлась у багатьох другорядних ролях, з яких найбільш помітними є роль Ламії у Neverwhere (1996) та роль Матері у одній із серій People Like Us (2000). Першою найбільшою роботою акторки була роль Френ Катценджеммер у ситкомі Книгарня Блека, що тривав три сезони з 2000 року. Френ була другом головного персонажа Бернарда та початково власницею подарункової крамниці поруч з його книгарнею.
У 2004 році вона грала постійно збентежену хірургиню Керолайн Тодд, головну персонажку комедійно-драматичного серіалу Зелене крило. За цю роль у 2005 році Ґреґ отримала нагороду Royal Television Society Awards у категорії "Найкраща комедійна гра".
2009 року Ґреґ з'являлась у ролі Едіт Френк у мінісеріалі BBC The Diary of Anne Frank[17][17][16]. У цьому ж році вона зіграла роль міс Бейтс у серіалі Емма за Джейн Остін, виробництва BBC.
У 2011 році вона грала одну з головних ролей у ситкомі Серії, поруч з Меттом Лебланом та колегою з Зеленого крила Стівеном Менґаном. Ґреґ та Менґан грають подружню пару сценаристів, які подорожують до Америки для роботи над адаптацією власного успішного серіалу. Ґреґ також грає у ситкомі П'ятничні вечері у ролі мами у єврейській сім'ї північного Лондону.
Також Темзін Ґреґ грала у серіалі BBC під назвою White Heat у 2012 році.

### Кінематограф
Ґреґ грала з Річардом Е. Ґрантом у стрічці Cuckoo [19][34]та з Роджером Алламом і Джеммою Артертон у Тамара і Секс[20][35]. Вона також мала камео роль у комедії 2004 року Зомбі на ім'я Шон. У 2016 році відбулась прем'єра стрічки Breaking the Bank, де Ґреґ зображає Пенелопу Банбері, а Келсі Ґреммер — Чарльза Банбері.

## Особисте життя
Ґреґ живе у квартирі у житловому районі Кенсал Ґрін, переїхавши туди у 1996 році, щоб побути зі своїм батьком перед його смертю. У той період вона стала християнкою, попри те, що виховували її як атеїстку. Ґреґ також є вегетеріанкою. Вона одружена з актором Річардом Ліфом, має трьох дітей.

## Зовнішні посилання
- Темзін Ґреґ на сайті IMDb (англ.)